# デカン・スルターン朝

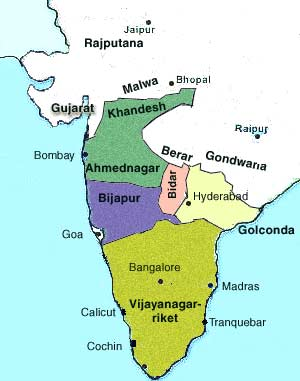
デカン・スルターン朝の版図（1500年）

デカン・スルターン朝（デカン・スルターンちょう、ヒンディー語：दक्खिन के सल्तनत、英語：Deccan sultanates）は、インドのデカン地方に存在したイスラーム王朝の総称（1489年 - 1687年）。アフマドナガル王国、ベラール王国、ビジャープル王国、ゴールコンダ王国、ビーダル王国の5つの王国を指したので、ムスリム五王国とも呼ばれる。

## 歴史
1489年、デカン地方を支配したバフマニー朝から3人の地方長官が独立。アフマドナガル王国、ベラール王国、ビジャープル王国が成立した。
1518年、テランガーナ地方の地方長官であったスルターン・クリー・クトゥブル・ムルクが独立、ゴールコンダ王国が建国された。
1527年、バフマニー朝の王統が途絶えると、その宰相が首都ビーダルを中心にビーダル王国が成立した。ここにバフマニー朝は5つの王朝に分裂した。
その後、互いに争ったり、南方のヴィジャヤナガル王国に翻弄されることもあったが、1565年1月に五王国の連合軍はターリコータの戦いでヴィジャヤナガル王国を破り、その首都ヴィジャヤナガルを蹂躙した。
しかし、その後は互いに争い、1574年にはアフマドナガル王国がベラール王国を滅ぼし、1619年にはビジャープル王国がビーダル王国を滅ぼした。
また、北方のムガル帝国がデカン地方に進出し、1600年にアフマドナガル王国の首都アフマドナガルを占拠したばかりか、1633年（あるいは1636年）には同国を滅ぼした。
そして、1681年にアウラングゼーブの軍勢が大挙南下、デカン戦争が開始されると、1686年にビジャープル王国が、1687年にはゴールコンダ王国がそれぞれ滅ぼされ、五王国はすべて滅んだ。